# Guardian Angel
Guardian Angel ist ein Lied aus dem Jahr 1983. Es erschien als Popsong in englischer Version von Drafi Deutscher unter dem Pseudonym „Masquerade“. Im selben Jahr wurde eine deutschsprachige Version von Nino de Angelo unter dem Titel Jenseits von Eden veröffentlicht.

## Version von Masquerade
Das Lied wurde von dem Hamburger Produzenten Chris Evans und von Drafi Deutscher (unter dem Pseudonym Kurt Gebegern) geschrieben und unter dem weiteren Pseudonym Masquerade veröffentlicht. Der Text handelt von Gefühlen verlorener Liebe.

“I feel I’m falling apart ’cause I know

I’ve lost my guardian angel”

„Ich fühl’ mich zerrissen, denn ich weiß

ich habe meinen Schutzengel verloren“

Drafi Deutscher war zu dieser Zeit in den Medien aufgrund von Skandalgeschichten nicht sonderlich angesehen, daher wurde das Pseudonym gewählt, ursprünglich für ein Duo. Allerdings nahm Deutscher den Gesang bei Guardian Angel allein auf. Der Song wurde zu einem großen Erfolg. Er erreichte Platz zwei in Deutschland, Platz eins in Österreich und Platz zwei in der Schweiz. Aber auch in den Niederlanden (5. Rang), Belgien (4.), Schweden (4.) und Neuseeland (7.) erreichte das Lied die Top Ten.

### Chartplatzierungen
| ChartsChartplatzierungen | Höchstplatzierung | Wochen |
| ------------------------ | ----------------- | ------ |
| Deutschland (GfK)        | 2 (18 Wo.)        | 18     |
| Österreich (Ö3)          | 1 (14 Wo.)        | 14     |
| Schweiz (IFPI)           | 2 (11 Wo.)        | 11     |

## Version von Nino de Angelo
Joachim Horn-Bernges schrieb zur Melodie von Guardian Angel einen inhaltlich komplett unabhängigen deutschen Text, der von Nino de Angelo interpretiert wurde. Der Text ist zeitkritisch und lädt zum Nachdenken über den Umgang mit der Natur und von Menschen zueinander ein:

„Wenn selbst ein Kind nicht mehr lacht wie ein Kind,

dann sind wir jenseits von Eden.

Wenn wir nicht fühlen,

die Erde, sie weint, wie kein anderer Planet,

dann haben wir umsonst gelebt …“

Der Ausdruck Jenseits von Eden bezieht sich auf das biblische Land Nod, in das Kain geht, nachdem er von Gott unter anderen mit unfruchtbaren Äckern verflucht wurde. Nachdem de Angelo einen Unfall mit einem Porsche hatte, sagte sein Produzent zu ihm: „Du wirst sterben wie James Dean“, wodurch der Textdichter auf den titelgebenden Ausdruck Jenseits von Eden kam. Dean ist der Hauptdarsteller des Films Jenseits von Eden und war kurz nach den Dreharbeiten bei einem Autounfall in einem Porsche ums Leben gekommen.
Das Stück ist einer der meistverkauften Schlager in Deutschland seit 1975. Der Titel war zudem namensgebend für de Angelos 1984 veröffentlichtes Album, das Goldstatus in Deutschland erlangte. In Großbritannien konnte de Angelo sich mit der englischsprachigen Version Guardian Angel platzieren. Außerdem erschien im selben Jahr mit East of Eden eine ins Englische übersetzte Version.
Von Lied und Album Jenseits von Eden wurde 1984 jeweils auch eine italienischsprachige Version veröffentlicht, zunächst allerdings unter der falschen Schreibweise La valle del Eden. Dieser Fehler wurde wenig später in La valle dell’Eden korrigiert. 2021 veröffentlichte de Angelo auf seinem Album Gesegnet & verflucht eine neue Version des Liedes.

### Chartplatzierungen
| ChartsChartplatzierungen     | Höchstplatzierung | Wochen |
| ---------------------------- | ----------------- | ------ |
| Deutschland (GfK)            | 1 (23 Wo.)        | 23     |
| Österreich (Ö3)              | 1 (18 Wo.)        | 18     |
| Schweiz (IFPI)               | 1 (16 Wo.)        | 16     |
| Vereinigtes Königreich (OCC) | 57 (9 Wo.)        | 9      |

### Auszeichnung
1984 gewann Nino de Angelo mit dem Stück den Goldenen Löwen von Radio Luxemburg.

## Weitere Coverversionen
- 1984: Vicky Leandros auf Niederländisch (Ver van het leven) und Französisch (À l'est d'Éden)
- 1984: Mike Krüger (Jenseits vom Tresen) (Parodie)
- 1984: Bino (Mia Kalifornia)
- 1986: Die Ärzte (Jenseits von Eden)
- 1992/93: Sabine Bulthaup als Uschi (Jenseits von Schweden) (Parodie)
- 1999: Dana Winner (Guardian Angel)
- 2002: Novaspace (Guardian Angel)
- 2010: Jay Del Alma (Amor amor)
- 2011: J.B.O. (Jenseits)
- 2011: Eko Fresh feat. Nino de Angelo (Jenseits von Eden)
- 2017: Michael Hirte (Jenseits von Eden Instrumentalversion)
- 2019: Giovanni Zarrella (Valle dell’Eden)
- 2021: Zeitflug (Jenseits von Eden)

### Chartplatzierungen

#### Mike Krüger
| ChartsChartplatzierungen | Höchstplatzierung | Wochen |
| ------------------------ | ----------------- | ------ |
| Deutschland (GfK)        | 64 (4 Wo.)        | 4      |

#### Novaspace
| ChartsChartplatzierungen | Höchstplatzierung | Wochen |
| ------------------------ | ----------------- | ------ |
| Deutschland (GfK)        | 9 (10 Wo.)        | 10     |
| Österreich (Ö3)          | 11 (14 Wo.)       | 14     |

#### Eko Fresh feat. Nino de Angelo
| ChartsChartplatzierungen | Höchstplatzierung | Wochen |
| ------------------------ | ----------------- | ------ |
| Deutschland (GfK)        | 64 (1 Wo.)        | 1      |